# Planet Zero
Planet Zero  es el séptimo álbum de la banda de hard rock Shinedown. Fue lanzado el 1 de julio de 2022 a través de Atlantic Records. La fecha de lanzamiento se fijó originalmente para el 22 de abril de 2022, pero se cambió debido a un retraso en los problemas de producción de vinilo.

## Antecedentes
Se anunció el 26 de enero de 2022, junto con el sencillo principal del mismo nombre. Fue producido y mezclado por el bajista Eric Bass, el segundo álbum que lo ha hecho después de Attention Attention. Fue escrito y grabado durante la pandemia de COVID-19 en el recién construido Big Animal Studio de Bass en Charleston, Carolina del Sur. El cantante principal Brent Smith describe el sonido como mucho más simplificado en términos de sonido que los registros anteriores. También lo describe como "controvertido" y tocaría temas que la banda ha evitado en el pasado.

## Lanzamiento y promoción
El 12 de abril de 2022, la banda anunció que el lanzamiento del álbum se retrasaría hasta el 1 de julio. El retraso se debió a un retraso en la producción del vinilo y la banda deseaba que todos sus fans experimentaran el álbum al mismo tiempo en todos los formatos.
El 26 de enero de 2022, la banda lanzó el sencillo principal, "Planet Zero".
El 1 de junio, la banda lanzó el segundo sencillo, "Daylight". El 21 de junio, la banda lanzó "Planet Zero Observer", una aplicación web de realidad aumentada. La aplicación visualizaba el planeta en órbita, junto con símbolos interactivos que revelaban avances exclusivos.

## Lista de canciones
| N.º | Título                                | Duración |  |
| 1.  | «2184»                                | 0:22     |  |
| 2.  | «No Sleep Tonight»                    | 2:31     |  |
| 3.  | «Planet Zero»                         | 3:42     |  |
| 4.  | «Welcome»                             | 0:35     |  |
| 5.  | «Dysfunctional You»                   | 3:38     |  |
| 6.  | «Dead Don’t Die»                      | 3:15     |  |
| 7.  | «Standardized Experiences»            | 0:43     |  |
| 8.  | «America Burning»                     | 3:43     |  |
| 9.  | «Do Not Panic»                        | 0:33     |  |
| 10. | «A Symptom of Being Human»            | 4:08     |  |
| 11. | «Hope»                                | 3:39     |  |
| 12. | «A More Utopian Future»               | 0:34     |  |
| 13. | «Clueless and Dramatic»               | 3:06     |  |
| 14. | «Sure Is Fun»                         | 3:00     |  |
| 15. | «Daylight»                            | 4:01     |  |
| 16. | «This Is a Warning»                   | 0:50     |  |
| 17. | «The Saints of Violence and Innuendo» | 3:41     |  |
| 18. | «Army of the Underappreciated»        | 3:14     |  |
| 19. | «Delete»                              | 0:36     |  |
| 20. | «What You Wanted»                     | 3:03     |  |

## Posicionamiento en lista
| Lista (2022)                            | Posición |
| --------------------------------------- | -------- |
| Alemania (Offizielle Top 100)           | 15       |
| Australian Digital Albums (ARIA)        | 5        |
| Australian Physical Albums (ARIA)       | 48       |
| Austria (Ö3 Austria)                    | 21       |
| Bélgica (Ultratop flamenca)             | 113      |
| Canadá (Billboard Canadian Albums)      | 46       |
| Escocia (Scottish Albums Chart)         | 2        |
| Japanese Hot Albums (Billboard Japan)   | 99       |
| Reino Unido (UK Albums Chart)           | 4        |
| Reino Unido (UK Rock & Metal Albums)    | 1        |
| Suiza (Schweizer Hitparade)             | 10       |
| Estados Unidos (Billboard 200)          | 5        |
| Estados Unidos (Top Alternative Albums) | 1        |
| Estados Unidos (Top Hard Rock Albums)   | 1        |
| Estados Unidos (Top Rock Albums)        | 1        |

## Personal
- Brent Smith - voces
- Zach Myers - guitarra, coros
- Barry Kerch - tambores, percusión
- Eric Bass - bajo